# Sullivan, Wisconsin
Sullivan là một làng thuộc quận Jefferson, tiểu bang Wisconsin, Hoa Kỳ. Năm 2006, dân số của làng này là 688 người.